# Synopeas obesus
Synopeas obesus är en stekelart som beskrevs av Peter Neerup Buhl 2001. Synopeas obesus ingår i släktet Synopeas och familjen gallmyggesteklar. Inga underarter finns listade i Catalogue of Life.